# Rodolfo Rodríguez
Rodolfo Sergio Rodríguez Rodríguez (ur. 20 stycznia 1956) – piłkarz urugwajski, bramkarz.

## Kariera klubowa
Piłkarską karierę rozpoczął w 1971 roku w klubie CA Cerro, skąd w 1976 przeniósł się do Club Nacional de Football, gdzie rozpoczęła się jego kariera zawodowa. W Nacionalu występował do 1984 roku zdobywając w tym okresie trzykrotnie mistrzostwo Urugwaju (1977, 1980 i 1983) oraz wygrywając turniej Copa Libertadores 1980, a następnie Puchar Interkontynentalny.
W 1984 Rodríguez przeniósł się do Brazylii, do klubu Santos FC, z którym jeszcze w tym samym roku zdobył mistrzostwo stanu São Paulo (Campeonato Paulista). W Santosie grał do 1988 roku.
Następnie Rodríguez rozegrał jeden sezon w portugalskim klubie Sporting CP, skąd w 1990 wrócił do Brazylii, gdzie grał w klubie Portuguesa São Paulo, z którego po dwóch latach przeszedł do EC Bahia. Z klubem Bahia dwukrotnie został mistrzem stanu Bahia - w 1993 i 1994.

## Kariera reprezentacyjna
Rodríguez bronił bramki reprezentacji Urugwaju w czterech meczach grupowych nieudanego turnieju Copa América 1979. Urugwaj grał w grupie z Paragwajem i Ekwadorem, plasując się ostatecznie na drugim miejscu za Paragwajem (późniejszym trumfatorem).
Z reprezentacją Urugwaju Rodríguez wygrał w rozegrany na przełomie lat 1980 i 1981 prestiżowy turniej Mundialito zorganizowany w 50 rocznicę pierwszych mistrzostw świata.
W turnieju Copa América 1983 Urugwaj zdobył mistrzostwo Ameryki Południowej, a Rodríguez był podstawowym bramkarzem drużyny, broniąc jej bramki we wszystkich ośmiu meczach - z Chile i Wenezuelą w fazie grupowej, z Peru w półfinale oraz w dwóch finałowych spotkaniach z Brazylią.
Będąc piłkarzem brazylijskiego klubu Santos FC był w kadrze reprezentacji Urugwaju w finałach mistrzostw świata w 1986 roku, gdzie Urugwaj dotarł do 1/8 finału. Choć był podstawowym bramkarzem reprezentacji, z powodu kontuzji nie zagrał w żadnym meczu. Zastąpił go Fernando Álvez.
Rodríguez jak dotąd rozegrał najwięcej meczów w barwach reprezentacji Urugwaju - od 6 października 1976 do 21 kwietnia 1986 79 razy przywdziewał koszulkę celestes